# Dihedral (aeronavtika)
Dihedral, znan tudi kot V-lom krila je kot med krilom in horizontalno ravnino na letalih s fiksnimi krili. Če je kot negativen, se to označuje ko anhedral, oz. negativni V-lom. Tudi repni horizontalni stabilizator ima lahko dihedral oziroma anhedral. Večina potniških letal ima majhen dihedral, anhedral je posebnost npr. na nekaterih letalih Tupoljev.
Dihedralni (ali anhedralni) kot ima velik vpliv na stabilnost letala okoli vzdolžne osi. 